# Gehringia olympica
Gehringia olympica är en skalbaggsart som beskrevs av Darlington 1933. Gehringia olympica ingår i släktet Gehringia och familjen jordlöpare. Inga underarter finns listade i Catalogue of Life.

## Bildgalleri

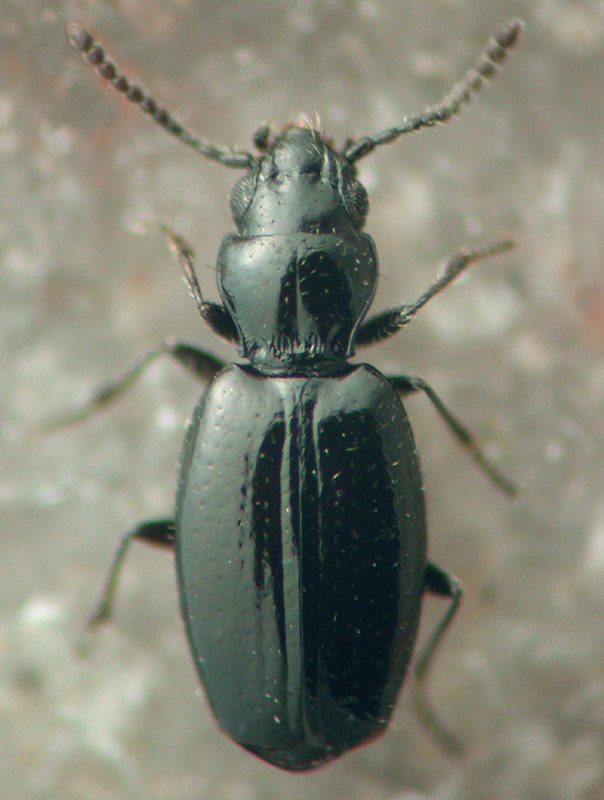